# Soumagne
Soumagne (valonă Soûmagne) este o comună francofonă din regiunea Valonia din Belgia. Comuna este formată din localitățile Soumagne, Ayeneux, Cerexhe-Heuseux, Évegnée-Tignée, Mélen și Micheroux. Suprafața totală a comunei este de 27,14 km². La 1 ianuarie 2008 comuna avea o populație totală de 15.747 locuitori. 